# Notholaena pohliana
Notholaena pohliana är en kantbräkenväxtart som beskrevs av Kze. Notholaena pohliana ingår i släktet Notholaena och familjen Pteridaceae. Inga underarter finns listade.